# Mijn Restaurant
Mijn Restaurant was een Belgisch televisieprogramma dat uitgezonden werd op VTM. In het programma gingen vijf koppels in vijf steden de strijd aan voor een eigen restaurant. Het programma is gebaseerd op het Australische "My Restaurant Rules". De uiteindelijke winnaar mag het restaurant houden en krijgt daarnaast nog een geldbedrag. In Vlaanderen werd de reeks gemaakt door het productiehuis Kanakna Productions. 
Het eerste seizoen werd gewonnen door het team uit Leuven, het tweede seizoen door het team uit Kortrijk. Het derde seizoen werd gewonnen door Karel en Ken uit Aalst. Het vierde seizoen werd gewonnen door Amber en Elodie uit Ekeren. Een vijfde seizoen kwam er niet, maar er werd een paar jaar later wel een nieuwe serie gestart: Mijn Pop-uprestaurant.

## Score
| Provincie       | 1e | 2e | 3e | 4e | 5e |
| --------------- | -- | -- | -- | -- | -- |
| West-Vlaanderen | 1  | 1  | 1  | 1  | 0  |
| Antwerpen       | 1  | 0  | 2  | 0  | 1  |
| Vlaams-Brabant  | 1  | 0  | 0  | 2  | 1  |
| Oost-Vlaanderen | 1  | 0  | 0  | 1  | 2  |
| Limburg         | 0  | 3  | 1  | 0  | 0  |

## Seizoen 1
Het eerste seizoen van het programma was vanaf 4 maart 2008 te zien op VTM. In de steden Oostende, Gent, Antwerpen, Hasselt en Leuven begonnen de koppels met een leeg pand en een concept voor een toptent. De eerste weken werd er verbouwd, gezocht naar personeel en werden inkopen gedaan. De koppels mochten geen eigen geld gebruiken.

### De koppels
| Naam                  | Leeftijd | Woonplaats       | Restaurant    | Plaats    | Resultaat                                              |
| --------------------- | -------- | ---------------- | ------------- | --------- | ------------------------------------------------------ |
| Jelle Temmerman       | 26       | Groot-Bijgaarden | d'Hoogeschool | Leuven    | Winnaar                                                |
| Micheline De Keyzer   | 53       | Ternat           | d'Hoogeschool | Leuven    | Winnaar                                                |
|                       |          |                  |               |           |                                                        |
| Yanaïka Skrzyszkowiak | 27       | Hasselt          | Exquisa       | Hasselt   | Tweede plaats - Finale verloren tegen d'Hoogeschool    |
| Stephanie Deveux      | 21       | Genk             | Exquisa       | Hasselt   | Tweede plaats                                          |
|                       |          |                  |               |           |                                                        |
| David Van de Velde    | 33       | Grobbendonk      | Matizze       | Antwerpen | Derde plaats - Nominatie verloren tegen Exquisa        |
| Lindsay Mommen        | 29       | Grobbendonk      | Matizze       | Antwerpen | Derde plaats                                           |
|                       |          |                  |               |           |                                                        |
| Pieter Leys           | 26       | De Haan          | Red Pepper    | Oostende  | Vierde plaats - Nominatie verloren tegen d'Hoogeschool |
| Ghislaine van Son     | 19       | De Haan          | Red Pepper    | Oostende  | Vierde plaats                                          |
|                       |          |                  |               |           |                                                        |
| Angelo Lambert        | 33       | Hulste           | De Charlekijn | Gent      | Vijfde plaats - Nominatie verloren tegen d'Hoogeschool |
| Kris Roggeman         | 29       | Herzele          | De Charlekijn | Gent      | Vijfde plaats                                          |

### De jury
| Naam              | Functie/beroep                 | Bedrijf       |
| ----------------- | ------------------------------ | ------------- |
| Dirk De Prins     | Hoofdredacteur 'Ambiance'      | Ambiance      |
| Christel Cabanier | General manager                | Hotel Bloom   |
| Peter Goossens    | Chef-kok en restauranteigenaar | Hof van Cleve |

De eerste twee restaurants die werden genomineerd waren De Charlekijn uit Gent en d'Hoogeschool uit Leuven. De Charlekijn viel af.
In de tweede nominatie was d'Hoogeschool voor een tweede opvolgende keer genomineerd. Dit keer was de tegenstander de Red Pepper uit Oostende. De troepen van Jelle en Micheline wonnen en zorgden voor het vertrek van Ghislaine en Pieter.
In de laatste nominatie kreeg d'Hoogeschool de steun van de jury en mocht daarom rechtstreeks naar de finale. Matizze (Antwerpen) en Exquisa (Hasselt) zaten in de halve finale, Exquisa won op dinsdag 20 mei 2008.
Op dinsdag 20 mei werden de finalisten bekend, Leuven en Hasselt. De finale gaat op donderdag 29 mei rechtstreeks op antenne. Gedurende de finale werden de twee restaurants bezocht door anonieme inspecteurs van de culinaire gids, GaultMillau. Beide restaurants scoorden meer dan 10/20 op hun schaal, waardoor ze opgenomen werden in de editie van het najaar van 2008. De directeur van GaultMillau, Paul Gelders, zei wel dat dit voorlopige punten waren, aangezien het restaurant gefilmd werd door cameraploegen is de sfeer anders. Na de opnames zullen de recensenten de beide restaurants nogmaals bezoeken en opnieuw evalueren. De Leuvense d'Hoogeschool en het Hasseltse Exquisa behaalden respectievelijk 12/20 en 13/20 als voorlopige punten.
Op donderdag 29 mei won 'D'Hoogeschool', het restaurant van Micheline en Jelle, de eerste reeks van het programma. Presentatrice Rani De Coninck had de winnaars al subtiel verklapt bij het openmaken van de enveloppe, waardoor aandachtige kijkers een vermoeden konden krijgen.

## Seizoen 2
Het tweede seizoen ging op 3 maart 2009 van start. Deze keer kwamen de steden Diest, Kortrijk, Sint-Niklaas, Sint-Truiden en Turnhout aan bod. De vijf nieuwe koppels hadden een leeg pand ter beschikking en moeten dit volgens het concept ombouwen tot een klasserestaurant. Nieuw in het tweede seizoen was dat alleen het winnende restaurant de deuren mocht openhouden. De verliezende koppels moeten dus de deuren van hun restaurant onherroepelijk sluiten. In de finale op 2 juni 2009 wonnen Claudio Dell'Anno en Gaëlle Six met hun restaurant Dell'Anno uit Kortrijk.

### De koppels
| Naam              | Leeftijd | Woonplaats | Restaurant   | Plaats       | Resultaat | verloren van |
| ----------------- | -------- | ---------- | ------------ | ------------ | --------- | ------------ |
| Claudio Dell'Anno | 24       | Knokke     | Dell'Anno    | Kortrijk     | Winnaars  |              |
| Gaëlle Six        | 20       | Knokke     | Dell'Anno    | Kortrijk     | Winnaars  |              |
|                   |          |            |              |              |           |              |
| Ann Peeters       | 27       | As         | Bigarreaux   | Sint-Truiden | 2de       | Kortrijk     |
| Tom Paumen        | 26       | Maaseik    | Bigarreaux   | Sint-Truiden | 2de       | Kortrijk     |
|                   |          |            |              |              |           |              |
| Chris Aerts       | 32       | Mechelen   | 't Gerecht   | Turnhout     | 3de       | Sint-Truiden |
| Wendy Williams    | 31       | Mechelen   | 't Gerecht   | Turnhout     | 3de       | Sint-Truiden |
|                   |          |            |              |              |           |              |
| Rebekka Mariani   | 25       | Tienen     | Fleur Délice | Diest        | 4de       | Turnhout     |
| Deborah Mariani   | 32       | Tienen     | Fleur Délice | Diest        | 4de       | Turnhout     |
|                   |          |            |              |              |           |              |
| Ben Ribas         | 44       | Gent       | La Scène     | Sint-Niklaas | 5de       | Turnhout     |
| Dominique Ribas   | 42       | Gent       | La Scène     | Sint-Niklaas | 5de       | Turnhout     |

### De jury
| Naam              | Functie/beroep                 | Bedrijf       |
| ----------------- | ------------------------------ | ------------- |
| Dirk De Prins     | Hoofdredacteur 'Ambiance'      | Ambiance      |
| Christel Cabanier | General manager                | Hotel Bloom   |
| Peter Goossens    | Chef-kok en restauranteigenaar | Hof van Cleve |

Als gastjury trad onder andere Sergio Herman op, stemadvies aan de kijker werd onder andere gegeven door Heston Blumenthal.

## Seizoen 3
Het derde seizoen van Mijn Restaurant startte op 2 maart 2010.

### De koppels
| Naam               | Leeftijd | Woonplaats | Naam Restaurant | Plaats     | Resultaat | verloren van      |
| ------------------ | -------- | ---------- | --------------- | ---------- | --------- | ----------------- |
| Karel Liekens      | 30       | Antwerpen  | Karnivale       | Aalst      | Winnaars  |                   |
| Ken Peeters        | 27       | Antwerpen  | Karnivale       | Aalst      | Winnaars  |                   |
|                    |          |            |                 |            |           |                   |
| Lucie Ory          | 22       | Tongeren   | Terrae          | Genk       | 2e        | Aalst             |
| Jimmy Michiels     | 24       | Tongeren   | Terrae          | Genk       | 2e        | Aalst             |
|                    |          |            |                 |            |           |                   |
| Silke Quathem      | 20       | Knokke     | La Muse         | Nieuwpoort | 3de       | Genk              |
| Kristof De Kroon   | 28       | Turnhout   | La Muse         | Nieuwpoort | 3de       | Genk              |
|                    |          |            |                 |            |           |                   |
| Ludovic Troykens   | 26       | Dilbeek    | Halletwee       | Halle      | 4de       | Aalst             |
| Jurgen Staels      | 27       | Grimbergen | Halletwee       | Halle      | 4de       | Aalst             |
|                    |          |            |                 |            |           |                   |
| Isaura Mariën      | 21       | Ravels     | Kom Af          | Mechelen   | 5de       | Aalst             |
| Jeroen Van Alphen  | 23       | Ravels     | Kom Af          | Mechelen   | 5de       | Aalst             |
|                    |          |            |                 |            |           |                   |
| Catherine Mestdagh | 39       | Aalst      | Caepa           | Aalst      | --        | gediskwalificeerd |
| Inge Cnudde        | 44       | Aalst      | Caepa           | Aalst      | --        | gediskwalificeerd |

Catherine en Inge werden gediskwalificeerd, nadat ze geen concept voor hun restaurant konden vinden. Zo kwamen Karel en Ken later in het spel, zij wonnen uiteindelijk ook het seizoen.

### De jury
| Naam              | Functie/beroep                 | Bedrijf       |
| ----------------- | ------------------------------ | ------------- |
| Dirk De Prins     | Hoofdredacteur 'Ambiance'      | Ambiance      |
| Christel Cabanier | General manager                | Hotel Bloom   |
| Peter Goossens    | Chef-kok en restauranteigenaar | Hof van Cleve |

## Seizoen 4
Het vierde seizoen van Mijn Restaurant ging van start op 30 augustus 2011.

### De koppels
| Naam               | Leeftijd | Woonplaats   | Naam Restaurant           | Plaats       | Resultaat | verloren van |
| ------------------ | -------- | ------------ | ------------------------- | ------------ | --------- | ------------ |
| Amber De Wispeleir | 23       | Geel         | Alaise                    | Ekeren       | Winnaars  |              |
| Elodie Coenen      | 22       | Geel         | Alaise                    | Ekeren       | Winnaars  |              |
|                    |          |              |                           |              |           |              |
| Eef D'haene        | 27       | Wevelgem     | Seaven                    | Blankenberge | 2e        | Ekeren       |
| Michael De Ridder  | 28       | Wevelgem     | Seaven                    | Blankenberge | 2e        | Ekeren       |
|                    |          |              |                           |              |           |              |
| Daniel Cortens     | 29       | Maasmechelen | Ristorante Antica Locanda | Tongeren     | 3e        | Ekeren       |
| Rinaldo Musa       | 33       | Maasmechelen | Ristorante Antica Locanda | Tongeren     | 3e        | Ekeren       |
|                    |          |              |                           |              |           |              |
| Steven Groeninck   | 33       | Ninove       | Art Kwizien               | Dendermonde  | 4e        | Tongeren     |
| Sofie De Decker    | 32       | Ninove       | Art Kwizien               | Dendermonde  | 4e        | Tongeren     |
|                    |          |              |                           |              |           |              |
| Bart Leys          | 26       | Antwerpen    | Fenix                     | Aarschot     | 5e        | Dendermonde  |
| Kris Nijs          | 29       | Leuven       | Fenix                     | Aarschot     | 5e        | Dendermonde  |

### De jury
| Naam            | Functie/beroep     | Bedrijf           |
| --------------- | ------------------ | ----------------- |
| Willem Asaert   | Culinair recensent | -                 |
| Yves Desmet     | Journalist         | De Morgen         |
| Aline Julia     | Marketingexpert    | NewWorld/FlyAline |
| Vittorio Simoni | Architect          | -                 |

Dit seizoen zullen Peter Goossens, Dirk De Prins en Christel Cabanier niet langer jureren. Ze zullen wel nog nauw bij het programma betrokken worden.
De eerste afvallers Kris en Bart gaan na hun vertrek uit het programma terug aan de slag: Kris als leerkracht en Bart bij zijn vorige werkgever.